# Сен-Мартен (канал)
Сен-Мартен (фр. canal Saint-Martin ) је канал у Паризу дугачак 4,55 км. Прокопан је у периоду од 1822 па до 1826 у сврху снабдевање водом париских фонтана и олакшавање речне пловидбе. Тада је, у ту сврху, одлучено да се притока реке Марне - Урк - претвори у канал који пролазио кроз источни део престонице од десне обале Сене до Бастиље. За финансирање пројекта уведена је париска такса на продају вина. Под Наполеоном III, канал је делимично прекривен да би се створили париски булевари .

## Туризам
Данас је канал популарна дестинација како за Парижане тако и за туристе. Неки крстаре каналом путничким чамцима. Други гледају како барже и други чамци плове низ уставе и пролазе испод атрактивних мостова од ливеног гвожђа. Дуж отвореног дела канала, који је популаран и међу студенатима, налази се много популарних ресторана и барова.

## У кинематографији
Канал Сен-Мартен се може видети у многим познатим филмовима, на пример у " Северном хотелу " (Hôtel du Nord) из 1938 или у филму " Амели " из 2001.